# Henryk Romuald Kośla
Henryk Romuald Kośla (ur. 25 marca 1959 w Radomiu) – polski bernardyn, dr hab., adiunkt Wyższego Seminarium Duchownego oo. Bernardynów w Kalwarii Zebrzydowskiej i Instytutu Teologii Dogmatycznej i Patrystycznej Wydziału Teologicznego Uniwersytetu Papieskiego Jana Pawła II w Krakowie.

## Życiorys
Jest absolwentem Papieskiego Uniwersytetu Antonianum w Rzymie, oraz studiował w Wyższym Seminarium Duchownym w Krakowie i Kalwarii Zebrzydowskiej. Obronił pracę doktorską Voluntas est proncipium producendi amorem infinitum”. La „productio” e la „complacentia” nell’autocomunicazione divina secondo il B. Giovanni Duns Scoto, 28 listopada 2011 uzyskał stopień doktora habilitowanego.
Awansował na stanowisko adiunkta w Instytucie Teologii Dogmatycznej i Patrystycznej na Wydziale Teologicznym Uniwersytetu Papieskiego Jana Pawła II w Krakowie i w Wyższym Seminarium Duchownym oo. Bernardynów w Kalwarii Zebrzydowskiej.
Został zatrudniony na stanowisku rektora w Wyższym Seminarium Duchownym oo. Bernardynów w Kalwarii Zebrzydowskiej.